# Pomellina Fregoso
Pomellina Fregoso eller Pomelline Fregoso, född 1387 eller 1388 i Genua, död 1468 i Monaco, var en monegaskisk regent. Hon var gift med Jean I av Monaco. Hon var regent i Monaco under sin makes frånvaro 1437-1441, och som förmyndare för sitt omyndiga barnbarn Claudine av Monaco från 1457 till 1458. 
Hon var dotter till Genuas doge Pietro Fregoso (?–1404) och någon av dennes hustrur, Theodora Spinola eller Benedetta Doria. 
Hon regerade Monaco vid makens frånvaro 1437-1441. Vid ett tillfälle blev hennes make tillfångatagen av hertigen av Milano, som hotade att döda honom om Monaco inte anslöts till Milano, men Fregoso lyckades förhandla fram både makens frigivning och säkerställa Monacos fortsatta självständighet. 
Då hennes barnbarn Claudine ärvde tronen 1457 blev hon dennas förmyndare och därmed Monacos regent. Hennes regering avslutades vid Claudines abdikation i mars 1458.